# Holtbyrnia ophiocephala
Holtbyrnia ophiocephala är en fiskart som beskrevs av Sazonov och Golovan, 1976. Holtbyrnia ophiocephala ingår i släktet Holtbyrnia och familjen Platytroctidae. Inga underarter finns listade i Catalogue of Life.